# Kościół św. Michała Archanioła w Błotnicy
Kościół pw. św. Michała Archanioła i św. Stanisława Kostki w Błotnicy – zabytkowy, katolicki kościół filialny znajdujący się w Błotnicy, wsi w województwie lubuskim. Należy do parafii Świętych Apostołów Piotra i Pawła w Starym Kurowie.

## Historia i architektura
Obiekt wzniesiono w końcu XIX wieku dla lokalnej społeczności protestanckiej. Reprezentuje styl neogotycki. Jako katolicki poświęcony został 29 września 1946. W latach 80. XX wieku przeszedł generalny remont. Na ścianie otwartej kruchty umieszczono w 1983 malowidło przedstawiające Chrystusa ukrzyżowanego z aniołami zbierającymi jego krew do kielichów i liczbą "33".

## Otoczenie
Przy kościele stoi krzyż stalowy.

## Galeria

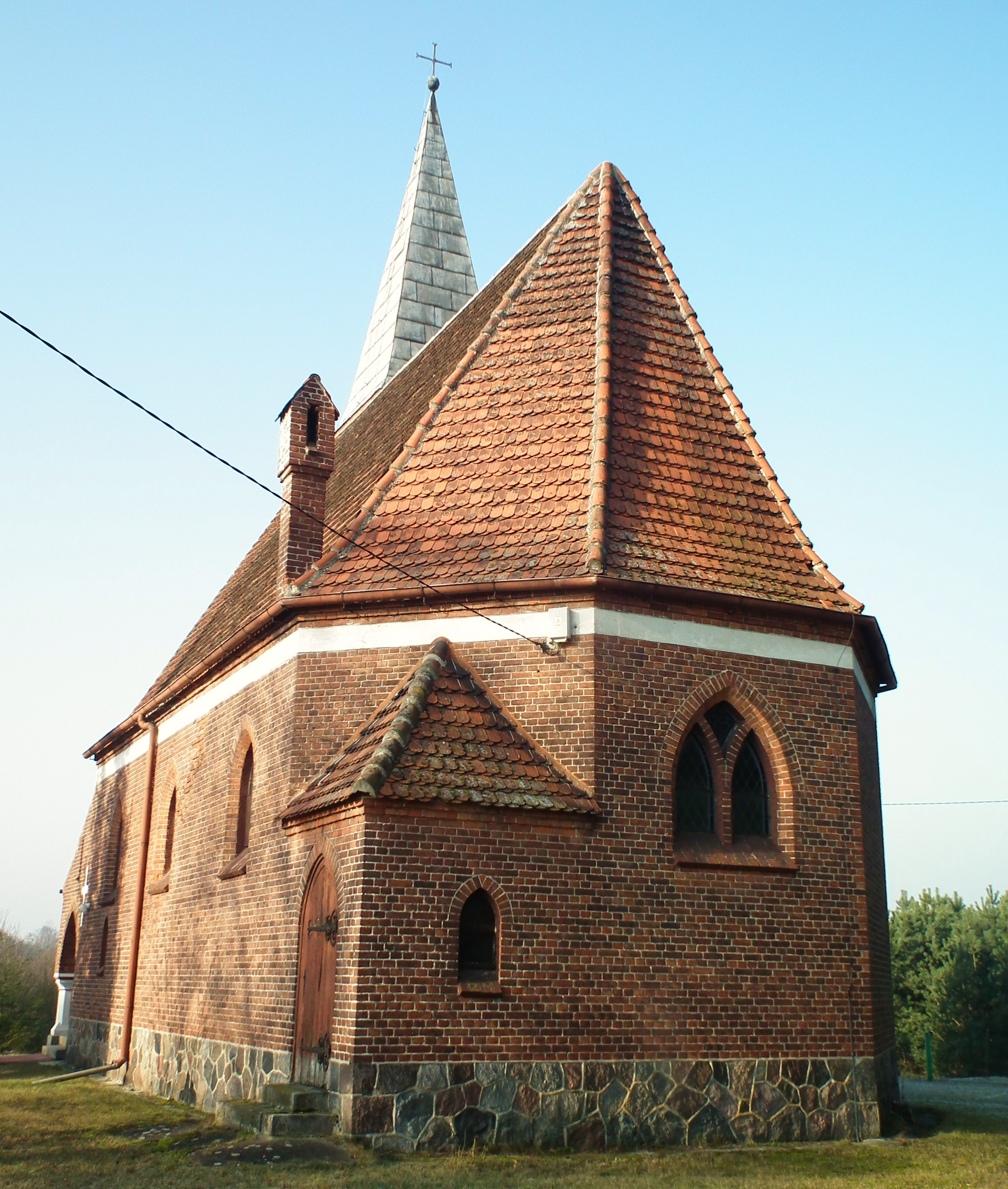
Prezbiterium
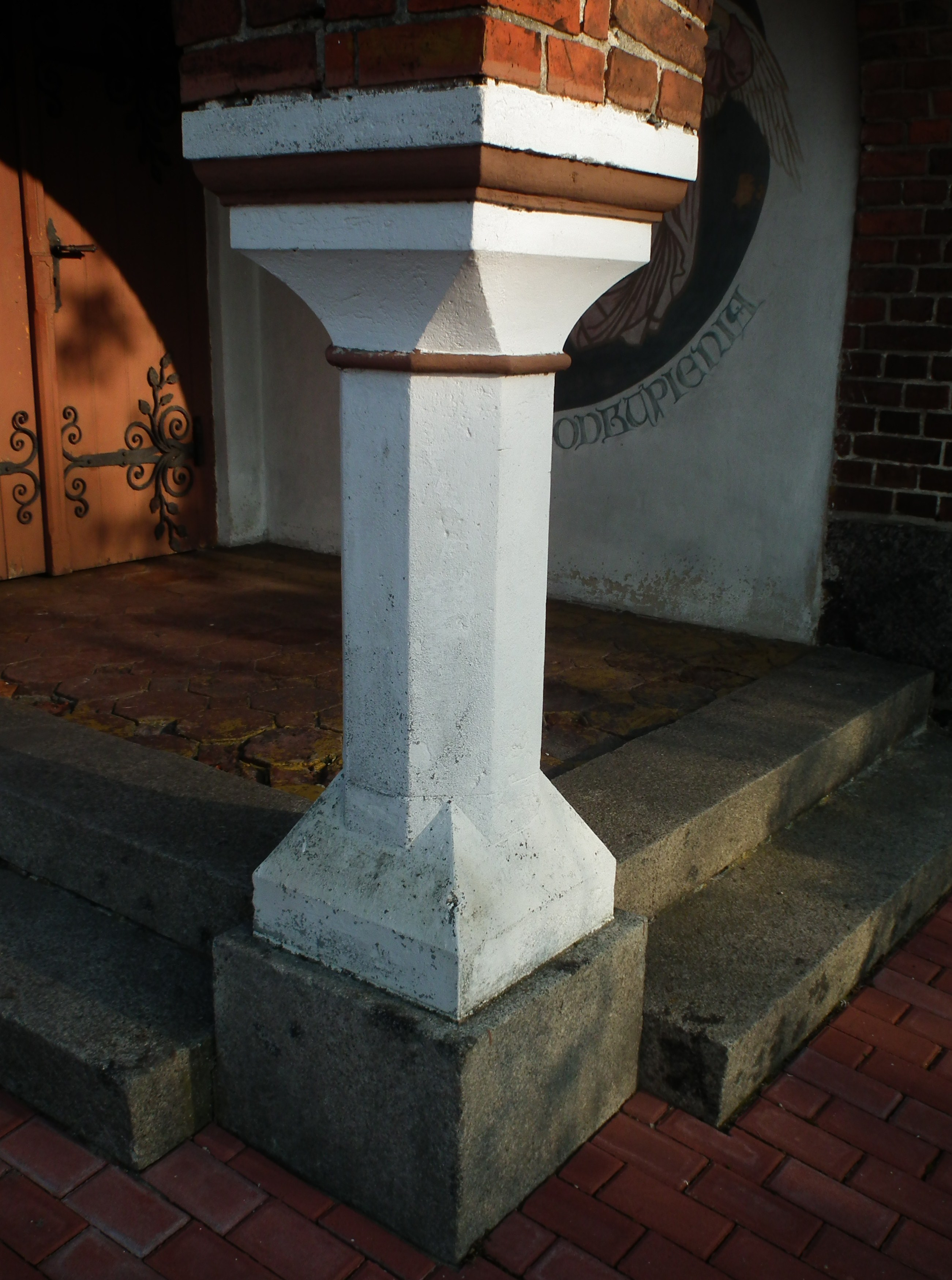
Detal
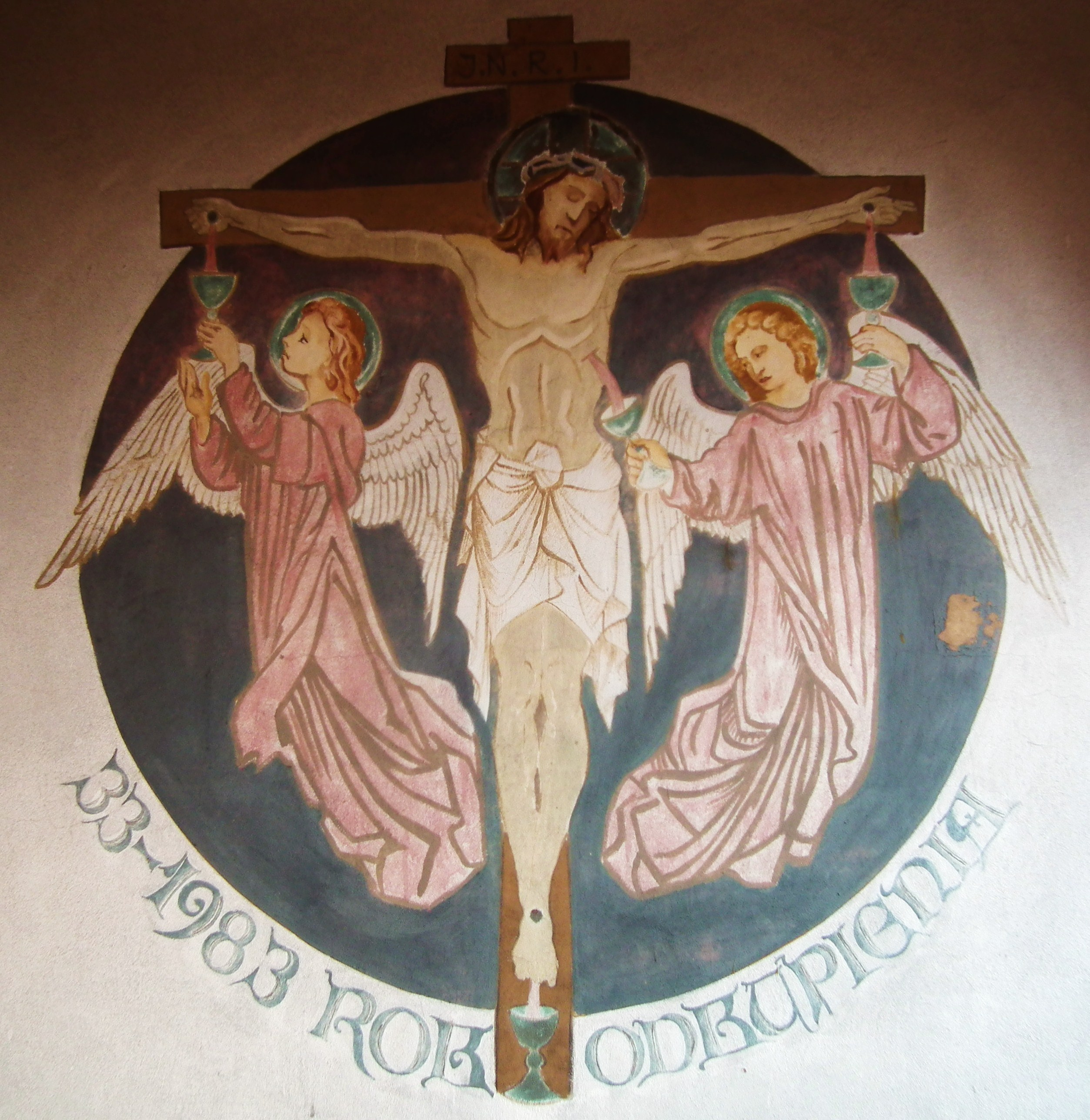
"Ukrzyżowanie" z 1983